# Герб Дублина
Герб Дублина представляет собой официальную символику столицы Ирландии, отражающую историческое значение и развитие города.

## Описание
Герб окрашен в синий цвет. На щите изображены три замка. Каждый замок имеет открытые ворота и по три башни. После независимости Ирландии над замками появилось изображение красного пламени, которое напоминало об обороне Дублина от английских войск. В руках у женщин, держащих герб, находятся меч и весы, каждая женщина держит в руке зелёную ветвь. Внизу изображена поляна с растущими жёлтыми, синими и красными цветами. В нижней части герба нанесён девиз Дублина на латинском языке: «Obedientia Civitum Urbis Falicitas», который переводится как «Повиновение граждан есть счастье города». Герб города был утверждён в 1607 году.